# Ptolémée Apion
Pour les articles homonymes, voir Ptolémée (homonymie) et Apion.
Ptolémée Apion (en grec classique, Πτολεμαῖος Ἀπίων, Ptolémée le Maigre) est un prince de la dynastie des Lagides, fils de Ptolémée VIII Évergète II  et d'une concubine probablement nommée Irène. Il hérite à la mort de son père (-116) du royaume de Cyrénaïque sur lequel il règne pendant vingt ans jusqu'en -96. Dans son testament, il lègue son royaume aux Romains ; la Cyrénaïque, passée sous le contrôle de Rome, ne fut organisée en province qu'en 74 av. J.-C.